# Exocentroides flavovarius
Exocentroides flavovarius là một loài bọ cánh cứng trong họ Cerambycidae.